# Achinger II
Achinger II (Aichinger II), polski herb szlachecki, odmiana herbu Achinger.

## Opis herbu
Opis zgodnie z klasycznymi regułami blazonowania:
W polu złotym siedząca wiewiórka czerwona z puszystym ogonem zadartym na grzbiet. W klejnocie godło między dwoma rogami jelenimi.

## Najwcześniejsze wzmianki
Odmiana z końca XV wieku lub początku XVI wieku.

## Herbowni
Achinger, Adamski, Affanasowicz, Affanowicz, Afner, Aychingerski, Barwiński, Berwiński, Ichnatowicz, Ichnatowski, Ihnatowicz, Ihnatowski, Leszniewski, Pilchowski, Pilchtowski, Ryczewski, Ryczowski, Ryszewski.